# Jakovica
Jakovica je gručasta vas v Občini Logatec, ki leži na zahodnem pobočju osamelca Jakovškega griča (506 m) na severnem delu Planinskega polja, v bližini kraja Laze. Nad vasjo stoji podružnična cerkev Sv. Mihaela nadangela. V pisnih virih se kraj prvič omenja leta 1324.